# Jakob Freese

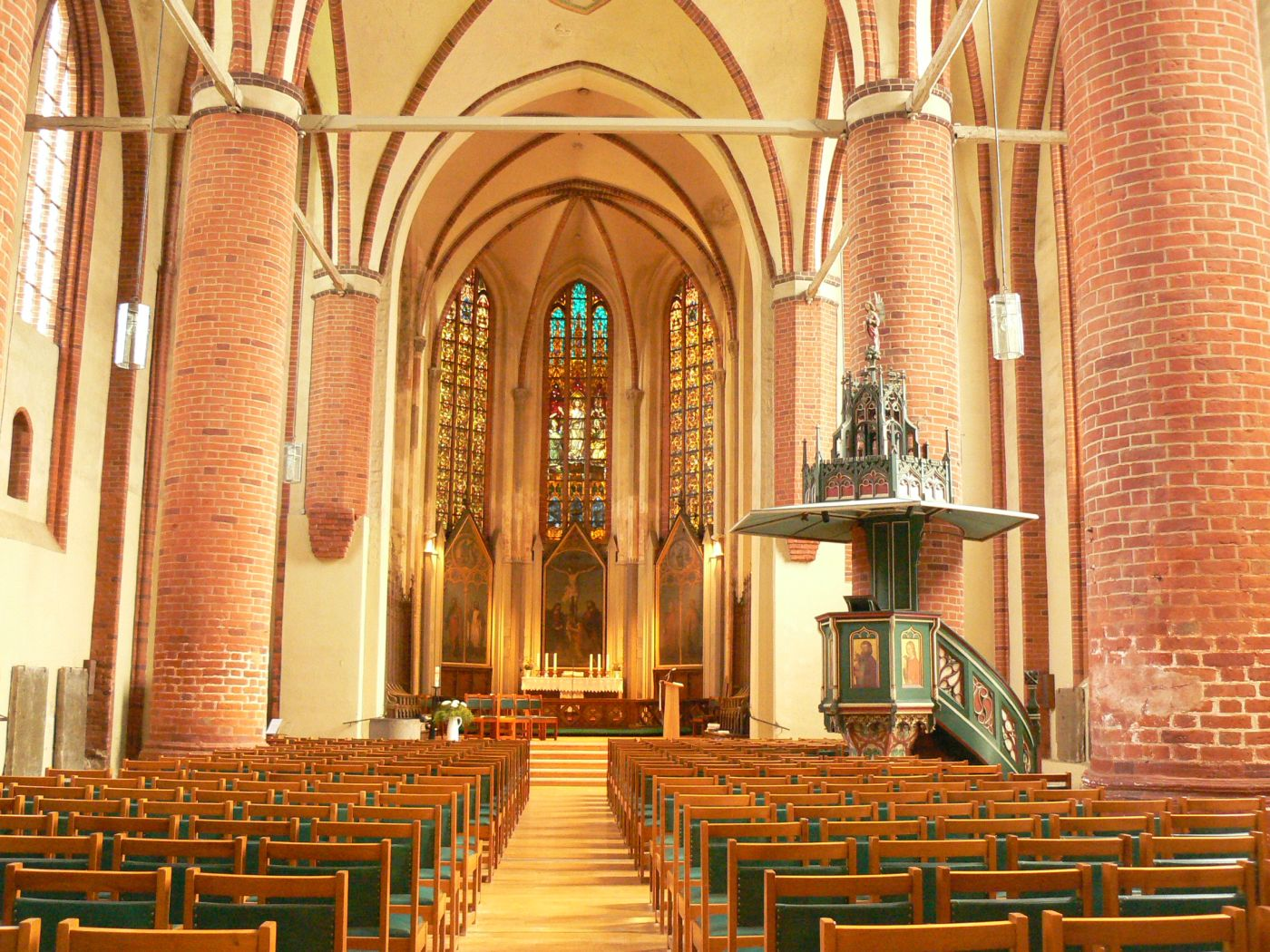
Kanzel und Hochaltar der St.-Jakobi-Kirche Greifswald

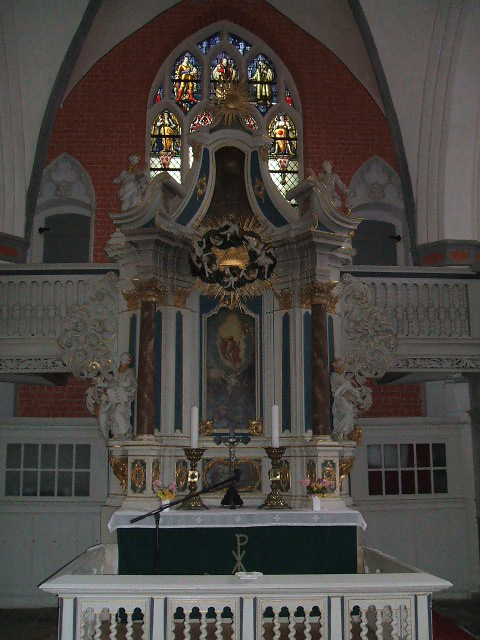
Altar der Stralsunder Heilgeistkirche

Jakob Freese, auch: Friese (* 10. März 1720 in Stralsund, Schwedisch-Pommern; † 28. Januar 1778 ebenda) war ein Stralsunder Holzbildhauer des Rokoko.

## Biografie
Jakob Freese war vermutlich der Sohn von Jacob Freese (d. Ä.), der 1707 als Besitzer eines Hauses an der Ecke Langenstraße/Breite Querstraße (heute Teil der Jacobiturmstraße) in einer erhaltenen Bauakte genannt wird. Er wurde am 10. März 1720 in der Kirche St. Nikolai als Sohn des Pfundknechts und Dieners Jacob Freese getauft.
Am 2. November 1748 erlangte Jakob Freese das Bürgerrecht als Bild- und Steinhauer und eröffnete seine Werkstatt in Stralsund. Aus seiner Werkstatt stammen zahlreiche sakrale Ausstattungsstücke.

## Nachkommenschaft
Im Taufregister von St. Jakobi finden sich ab 1750 Nachkommen. Christoph Nathanael Freese (* 1759, † 1836) wurde am 21. September 1759 getauft und übernahm nach dem Tod des Vaters als Tischler und Bildschnitzer dessen Werkstatt. Gesicherte oder zugeschriebene Arbeiten sind der schlichte, handwerkliche Altar von 1760/70 in der Kirche Rakow, die Kanzel von 1784 in Gustow, der Orgelprospekt mit Rocailleornamentik in der Pfarrkirche St. Jacobi zu Gingst sowie ein um 1800 datiertes Relief mit der Darstellung des Heiligen Georg an einem Wohnhaus in Rambin. An Hochaltar und Orgelprospekt der Stralsunder St. Jakobikirche arbeitete er mit, schuf dort aber nichts Figürliches.

## Werke
- plastischer Schmuck im Bibliothekssaal der Greifswalder Universität (heute Aula)[4]
- Kanzel und Hochaltar der St.-Jakobi-Kirche in Greifswald[5]
- Skulpturen des nicht erhaltenen Altarretabels in der Kirche Samtens
- Taufengel in der Dorfkirche Gustow
- 1753–1755: Orgelprospekt der Greifswalder St. Marienkirche (zusammen mit dem Greifswalder Maler Joachim Albrecht Holtzerlandt)[6]
- 1755: Kanzel der St.-Marien-Kirche in Poseritz
- 1757/1758: Figuren eines abgebrochenen Altarretabels (entwendet am 21. September 2019)[7] und Beichtstuhl in der Dorfkirche Prohn
- 1763–1764: Beichtstuhl in der Dorfkirche Groß Mohrdorf (zusammen mit dem Stralsunder Maler Friedrich Christian Stutze)[8]
- 1770–1775: Altaraufsatz in der Heilgeistkirche Stralsund
- 1772: hölzerner Altaraufsatz mit Gemälden und Figuren in der Kirche Reinkenhagen
- 1775: Kanzelkorb in der St.-Marien-Kirche in Bergen auf Rügen
- 1786–1788: Altaraufsatz in der St.-Jakobi-Kirche Stralsund (posthum, aus seiner Werkstatt)
- Ein Taufengel aus der Dorfkirche in Waase auf Ummanz, der sich zuletzt in der Sammlung des Stralsunder Museums befand, ist verschollen.[9]